# Sciaena
Els corballs (Sciaena) són un gènere de peixos de la família dels esciènids.

## Taxonomia
N'hi ha sis espècies reconegudes:
- Sciaena bathytatos
- Sciaena callaensis
- Sciaena deliciosa
- Sciaena fasciata
- Sciaena umbra - Corball negre, corvall negre, corball de roca, caluga blanca, corb, llissó, reig, geperut, corbina
- Sciaena wieneri